# Duncan Dhu
Duncan Dhu és un grup musical de pop rock basc format a Sant Sebastià (País Basc) el 1984. Els seus membres originals foren Mikel Erentxun (ex-cantant del grup Aristogatos), Diego Vasallo i Juan Ramón Viles (membres del grup Los Dalton).
El seu estil estava basat en un pop-rock acústic i senzill amb tocs de rockabilly que contrastava amb el rock radical de l'escena basca del moment. En els anys 80 foren fitxats per la companyia Grabaciones Accidentales S.A., i contribuïren amb dues cançons ("Mi amor" y "Bésame mucho") al disc recopilatori de nous grups: La única alternativa.
El 1985 graven el seu primer disc, Por tierras escocesas, i un any després Canciones (produïts per Paco Trinidad), amb temes que agafaren gran popularitat i van aconseguir vendre més de 175.000 còpies. La seva cançó "Cien gaviotas" va ser declarada "cançó de l'any" per moltes emissores de ràdio. A aquest van seguir el 1987 El grito del tiempo, amb 400.000 còpies venudes, que els van convertir en el grup espanyol més venedor de 1987, amb singles com "En algún lugar" o "Una calle de París", i Grabaciones olvidadas en 1989. Els tres es convertiren en dos després de la marxa de Juan Ramón Viles i aquell mateix any va eixir al mercat el disc doble Autobiografía, amb col·laboracions de Black i Sam Brown, entre d'altres. Autobigrafía fou el primer àlbum editat en format de CD en castellà i a més doble, i amb ells van fer la gira "Worltour 90".
El 1992, protagonitzaren el concert amb major afluència de públic de la història del pop espanyol amb 120.000 persones en l'Exposició Universal de Sevilla de 1992. Seguiren discos en solitari (Naufragios per part de Mikel, amb 250.000 còpies venudes, i Realidad virtual de rock'n'Roll de Diego, disc d'or, Piedras, el 1994 i un disc en directe, Teatro Victoria Eugenia.
Des d'aleshores s'han enfocat més a les seves carreres en solitari, sense oblidar el recopilatori Colección 1985-1998, amb 350.000 còpies dobles venudes, que el convertirien en el recopilatori més venut del pop espanyol. I l'últim treball d'estudi com a Duncan Dhu, Crepúsculo, de 2001. El 2005, i amb motiu del seu 20è aniversari, es va gravar un disc tribut on diversos grups del panorama estatal reten homenatge cantant les seves cançons (Hombres G, Revólver, Despistaos, El Canto del Loco, Andrés Calamaro, Álex Ubago, La Oreja de Van Gogh), i a més editen un disc amb els grans èxits, complementat amb un CD de peculiaritats d'aquestos 20 anys (maquetes, cançons descartades, etc.) i un DVD amb videoclips i actuacions en televisió.

## Discografia
- Por tierras escocesas (1985)
- Canciones (1986)
- El grito del tiempo (1987)
- Grabaciones olvidadas (1989)
- Autobiografía (1989)
- Supernova (1991)
- Piedras (1994)
- Teatro Victoria Eugenia (1995)
- Colección 1985-1998 (1998)
- Crepúsculo (2001)
- 20 años de canciones (2005)